# فیبر ترکیبی هم‌محور
فیبر ترکیبی کواکسیکال (به انگلیسی: Hybrid fiber-coaxial) (HFC) یک اصطلاح صنعت مخابرات برای یک شبکه پهن باند است که کابل فیبر نوری و کابل هم‌محور را ترکیب می‌کند. از اوایل دهه ۱۹۹۰ توسط اپراتورهای کابلی در سطح جهانی به کار گرفته شد.
در یک سیستم کابلی fiber - coaxial , کانال‌های تلویزیونی از تأسیسات توزیع سیستم‌های کابلی، به جوامع محلی از طریق خطوط مشترک فیبر نوری فرستاده می‌شوند. در جامعه محلی، جعبه‌ای به نام یک‌گره نوری، سیگنال را از پرتوی نور به فرکانس رادیویی (RF) ترجمه می‌کند، و آن را روی خطوط کابل هم‌محور برای توزیع به محل مشترک می‌فرستد. خطوط بدنه فیبر نوری پهنای باند کافی برای اجازه توسعه آینده و خدمات متمرکز با پهنای باند ارایه می‌دهند.